# Israel nos Jogos Olímpicos de Verão de 2020
Israel participará nos Jogos Olímpicos de Verão de 2020. O responsável pela equipa olímpica é o Comité Olímpico de Israel, bem como as federações desportivas nacionais da cada desporto com participação. Os Jogos Olímpicos tinham sido programados originalmente para o verão de 2020, mas devido à pandemia do COVID-19 foram adiados para 2021, de 23 de julho a 8 de agosto.
Desde a sua estreia em Heksinki 1952, Israel tem enviado desportistas a todas as edições dos Jogos Olímpicos de Verão, excepto em Moscovo 1980, aos que não assistiu devido ao seu apoio ao boicote liderado pelos Estados Unidos. A participação de Israel em Tokio 2020 é seu aparecimento número 17 nos Jogos Olímpicos de Verão. Com 90 atletas em 15 desportos, é a delegação olímpica maior de Israel, superando o recorde de Rio de Janeiro 2016 onde 47 atletas israelitas competiram em 17 desportos. Em Tóquio, Israel marca a sua estreia olímpica em surf (disciplina nova nos Jogos de 2020), beisebol (desporto que regressa aos Jogos), tiro com arco e equitação.
Avishag Semberg obteve a medalha de bronze em taekwondo feminino, na categoria de até 49 quilos. É a primeira medalha olímpica de Israel em taekwondo.

## Medalhistas
| Medalha           | Nome | Desporto            | Evento             | Data        |
| ----------------- | --- | ------------------- | ------------------ | ----------- |
| Medalha de ouro   | Linoy Ashram | Ginástica rítmica   | Individual Geral   | 7 de agosto |
| Medalha de ouro   | Artem Dolgopyat | Ginástica artística | Solo               | 1 de agosto |
| Medalha de bronze | Avishag Semberg | Taekwondo           | Mulheres até 49 kg | 24 de julho |
| Medalha de bronze | Tohar Butbul Raz Hershko Li Kochman Inbar Lanir Sagi Muki Timna Nelson-Levy Peter Paltchik Shira Rishony Or Sasson Gili Sharir Baruch Shmailov | Judô                | Equipe Mista       |             |